# Advanced Amiga Architecture
AAA (ang. Advanced Amiga Architecture) – była to kolejna generacja chipsetu dla komputerów Amiga. Projekt opracowania AAA rozpoczęto w 1989 roku w firmie Commodore (ówczesnym właścicielu firmy Amiga) i trwał do roku 1993. Architektura ta miała być następcą układów AA (zwanych później AGA), które były podstawą modeli Amiga 4000, 1200 oraz CD32. AAA była architekturą 32-64 bitową. Doczekała się kilku rozwojowych, funkcjonalnych wersji, jednak nie zdołano jej ukończyć a tym bardziej wprowadzić do nowej generacji komputerów Amiga.
Projekt porzucono na rzecz nowego chipsetu w pełni 64-bitowego o nazwie Hombre. W 1994 r. firma Commodore ogłosiła bankructwo, nie zdołano wówczas wdrożyć kolejnej generacji komputerów Amiga spod jej znaku.